# Júnior Sornoza
Júnior Sornoza (n. Portoviejo, Ecuador; 28 de enero de 1994) es un futbolista ecuatoriano. Juega de centrocampista y su equipo actual es Independiente del Valle de la Serie A de Ecuador.

## Trayectoria
Se inició en el Cristo Rey de la provincia de Manabí, luego fue parte de la Selección de Manabí en el Campeonato Nacional de Selecciones Provinciales en el 2005 y 2007. En el 2009 sus derechos deportivos fueron adquiridos por el Independiente del Valle y en el año 2011 fue subido al primer plantel donde jugó 10 partidos.

### Independiente del Valle
En el 2011 debutó con el primer equipo participando en 10 encuentros, después fue relevando hasta llegar a ser titular indiscutible, siendo pieza clave en todos los partidos con su club así logró el segundo lugar de Ecuador en el 2013 con su club.
En el Campeonato Ecuatoriano de Fútbol 2013, Sornoza marcó 19 goles en el Campeonato siendo el mejor ecuatoriano ubicado en la tabla de goleo ubicado en el 4.º lugar. Debutó internacionalmente y en un partido oficial en la Copa Sudamericana 2013 ante Deportivo Anzoátegui en el estadio Rumiñahui el 1 de agosto, aquel partido terminó empatado sin goles. Debutó en la Copa Libertadores 2014 ante Unión Española el 19 de febrero, donde marcó uno de los dos tantos de su club, aquel partido terminó empatado 2 a 2, el 27 de febrero jugó contra el San Lorenzo donde su club perdió por un gol a cero, el siguiente partido fue contra Botafogo en el cual marcó un gol, aquel partido terminó 2 a 1 a favor de su equipo en el estadio Rumiñahui, siendo la figura del encuentro. En el Campeonato Ecuatoriano de Fútbol 2014 su equipo, Independiente del Valle, terminó tercero clasificándose al repechaje de la Copa Libertadores de América. Sornoza finalizó el año como tercer mayor goleador del campeonato con 17 goles.
El 9 de julio de 2021 fue anunciado su retorno al equipo rayado en condición de préstamo por 6 meses.

### Pachuca
Llegó como refuerzo de los tuzos para el Clausura 2015 mexicano como una promesa del fútbol, sin embargo en su breve paso tuvo poca continuidad, no pudiendo mostrar sus cualidades, motivos por los cuales sale de la institución. Se rumoraba una llegada a los Mineros de Zacatecas del Ascenso MX, pero tras rechazar la propuesta de jugar en la división de plata de México, Sornoza decide regresar al fútbol ecuatoriano.

### Independiente del Valle

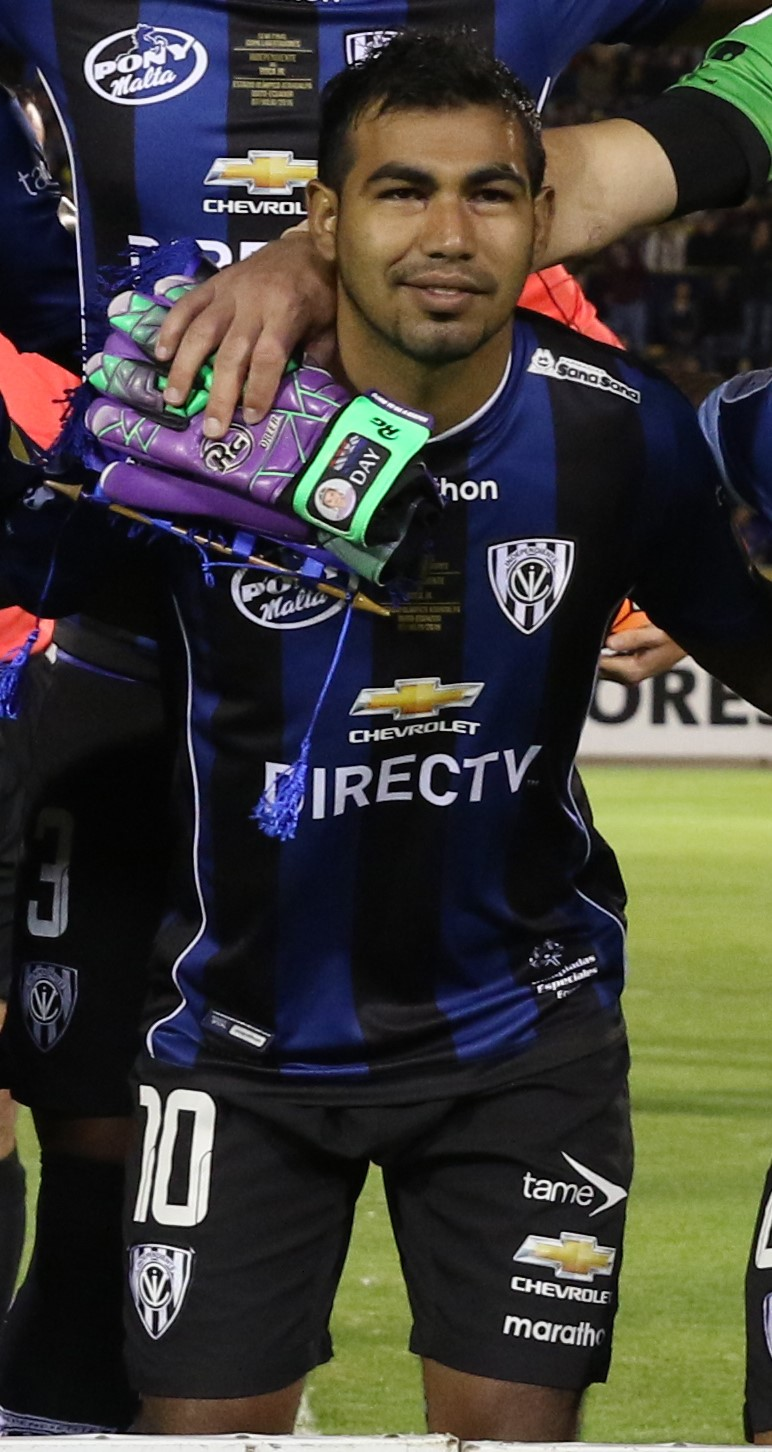
Sornoza con Independiente del Valle en 2016.

Regresa a Independiente del Valle tras no ser considerado por el club Pachuca para el Apertura 2015 y al no querer jugar en el Ascenso MX en club filial Mineros de Zacatecas. Fue habilitado por la FEF y jugó con el club en el partido que enfrentaron al Deportivo Quito por la Fecha 3 del Campeonato Ecuatoriano de Fútbol.
Pese a que se anunciaba su traspaso a la Cultural y Deportiva Leonesa de España, decide quedarse en Independiente del Valle para jugar el repechaje de la Copa Libertadores, venciendo a grandes equipos como River Plate, Club Atlético Boca Juniors, llegando a la fase final de la Copa Libertadores 2016 llegando a ser Subcamepones de la Copa.

### Fluminense
Para la temporada 2017 se vincula al Fluminense del Campeonato Brasileño de Serie A. Marcó un gol olímpico en la Copa Sudamericana 2018.

### Sport Club Corinthians Paulista
Para la temporada 2019 se vincula al Sport Club Corinthians Paulista del Campeonato Brasileño de Serie A.

### Liga Deportiva Universitaria
Para la temporada 2020 es cedido a préstamo por un año a Liga Deportiva Universitaria.

## Selección nacional

### Categorías inferiores
Júnior Sornoza participó con la selección ecuatoriana de fútbol sub-17, en el sudamericano de  Ecuador 2011, hacia el mundial de México, logrando clasificarse. También fue parte de la selección ecuatoriana que disputó el Campeonato Sudamericano Sub-20 de 2013. Fue convocado por Sixto  Vizuete para jugar en la selección de Ecuador en los partidos amistosos contra Bolivia, en el cual marcó su primer gol, y Brasil.

#### Participaciones en Sudamericanos
| Campeonato                  | Sede      | Resultado    | Partidos | Goles |
| --------------------------- | --------- | ------------ | -------- | ----- |
| Sudamericano Sub-17 de 2011 | Ecuador   | Cuarto lugar | 8        | 2     |
| Sudamericano Sub-20 de 2013 | Argentina | Sexto lugar  | 7        | 0     |

#### Participaciones en Copas del Mundo
| Campeonato                  | Sede   | Resultado        | Partidos | Goles |
| --------------------------- | ------ | ---------------- | -------- | ----- |
| Copa Mundial Sub-17 de 2011 | México | Octavos de final | 4        | 0     |

### Selección absoluta

#### Participaciones en eliminatorias
| Eliminatorias      | Sede            | Resultado   | Partidos | Goles |
| ------------------ | --------------- | ----------- | -------- | ----- |
| Eliminatorias 2014 | América del Sur | Clasificado | 0        | 0     |
| Eliminatorias 2022 | América del Sur | Clasificado | 3        | 0     |
| Eliminatorias 2026 | América del Sur | Clasificado | 2        | 0     |

### Partidos internacionales
Actualizado al último partido disputado el 21 de noviembre de 2023.
| \| N.° \| Fecha \| Ciudad \| Rival \| Resultado \| Resultado \| Competencia \| \| --- \| ------------------------ \| --------------- \| -------------- \| --------- \| --------- \| ----------------------------------- \| \| 1. \| 6 de septiembre de 2014 \| Fort Lauderdale \| Bolivia \| 4-0 \| Victoria \| Amistoso \| \| 2. \| 9 de septiembre de 2014 \| Nueva York \| Brasil \| 0-1 \| Derrota \| Amistoso \| \| 3. \| 10 de octubre de 2014 \| East Hartford \| Estados Unidos \| 1-1 \| Empate \| Amistoso \| \| 4. \| 14 de octubre de 2014 \| Nueva York \| El Salvador \| 5-1 \| Victoria \| Amistoso \| \| 5. \| 7 de septiembre de 2018 \| Harrison \| Jamaica \| 2-0 \| Victoria \| Amistoso \| \| 7. \| 16 de octubre de 2018 \| Doha \| Omán \| 0-0 \| Empate \| Amistoso \| \| 8. \| 5 de septiembre de 2019 \| Nueva Jersey \| Perú \| 1-0 \| Victoria \| Amistoso \| \| 9. \| 10 de septiembre de 2019 \| Cuenca \| Bolivia \| 3-0 \| Victoria \| Amistoso \| \| 10. \| 13 de octubre de 2019 \| Elche \| Argentina \| 1-6 \| Derrota \| Amistoso \| \| 11. \| 12 de noviembre de 2020 \| La Paz \| Bolivia \| 3-2 \| Victoria \| Eliminatorias al Mundial Catar 2022 \| \| 12. \| 2 de septiembre de 2021 \| Quito \| Paraguay \| 2-0 \| Victoria \| Eliminatorias al Mundial Catar 2022 \| \| 13. \| 5 de septiembre de 2021 \| Quito \| Chile \| 0-0 \| Empate \| Eliminatorias al Mundial Catar 2022 \| \| 14. \| 24 de marzo de 2023 \| Sídney \| Australia \| 1-3 \| Derrota \| Amistoso \| \| 15. \| 28 de marzo de 2023 \| Melbourne \| Australia \| 2-1 \| Victoria \| Amistoso \| \| 16. \| 16 de noviembre de 2023 \| Maturín \| Venezuela \| 0-0 \| Empate \| Eliminatorias al Mundial 2026 \| \| 17. \| 21 de noviembre de 2023 \| Quito \| Chile \| 1-0 \| Victoria \| Eliminatorias al Mundial 2026 \| |                          |                 |                |           |           |                                     |
| N.° | Fecha                    | Ciudad          | Rival          | Resultado | Resultado | Competencia                         |
| 1. | 6 de septiembre de 2014  | Fort Lauderdale | Bolivia        | 4-0       | Victoria  | Amistoso                            |
| 2. | 9 de septiembre de 2014  | Nueva York      | Brasil         | 0-1       | Derrota   | Amistoso                            |
| 3. | 10 de octubre de 2014    | East Hartford   | Estados Unidos | 1-1       | Empate    | Amistoso                            |
| 4. | 14 de octubre de 2014    | Nueva York      | El Salvador    | 5-1       | Victoria  | Amistoso                            |
| 5. | 7 de septiembre de 2018  | Harrison        | Jamaica        | 2-0       | Victoria  | Amistoso                            |
| 7. | 16 de octubre de 2018    | Doha            | Omán           | 0-0       | Empate    | Amistoso                            |
| 8. | 5 de septiembre de 2019  | Nueva Jersey    | Perú           | 1-0       | Victoria  | Amistoso                            |
| 9. | 10 de septiembre de 2019 | Cuenca          | Bolivia        | 3-0       | Victoria  | Amistoso                            |
| 10. | 13 de octubre de 2019    | Elche           | Argentina      | 1-6       | Derrota   | Amistoso                            |
| 11. | 12 de noviembre de 2020  | La Paz          | Bolivia        | 3-2       | Victoria  | Eliminatorias al Mundial Catar 2022 |
| 12. | 2 de septiembre de 2021  | Quito           | Paraguay       | 2-0       | Victoria  | Eliminatorias al Mundial Catar 2022 |
| 13. | 5 de septiembre de 2021  | Quito           | Chile          | 0-0       | Empate    | Eliminatorias al Mundial Catar 2022 |
| 14. | 24 de marzo de 2023      | Sídney          | Australia      | 1-3       | Derrota   | Amistoso                            |
| 15. | 28 de marzo de 2023      | Melbourne       | Australia      | 2-1       | Victoria  | Amistoso                            |
| 16. | 16 de noviembre de 2023  | Maturín         | Venezuela      | 0-0       | Empate    | Eliminatorias al Mundial 2026       |
| 17. | 21 de noviembre de 2023  | Quito           | Chile          | 1-0       | Victoria  | Eliminatorias al Mundial 2026       |

### Goles internacionales
| \| N.° \| Fecha \| Lugar \| Rival \| Gol \| Resultado \| Resultado \| Competición \| \| --- \| ------------------------ \| -------------------------------------------------- \| ------- \| --- \| --------- \| --------- \| ----------- \| \| 1. \| 6 de septiembre de 2014 \| Lockhart Stadium, Fort Lauderdale, Estados Unidos \| Bolivia \| 4–0 \| 4–0 \| Victoria \| Amistoso \| \| 2. \| 10 de septiembre de 2019 \| Estadio Alejandro Serrano Aguilar, Cuenca, Ecuador \| Bolivia \| 2–0 \| 3–0 \| Victoria \| Amistoso \| |                          |                                                    |         |     |           |           |             |
| N.° | Fecha                    | Lugar                                              | Rival   | Gol | Resultado | Resultado | Competición |
| 1. | 6 de septiembre de 2014  | Lockhart Stadium, Fort Lauderdale, Estados Unidos  | Bolivia | 4–0 | 4–0       | Victoria  | Amistoso    |
| 2. | 10 de septiembre de 2019 | Estadio Alejandro Serrano Aguilar, Cuenca, Ecuador | Bolivia | 2–0 | 3–0       | Victoria  | Amistoso    |

## Estadísticas

### Clubes
Actualizado al último partido disputado el 19 de agosto de 2025.
| Club                                   | Div.                | Temporada           | Liga  | Liga  | Copas nacionales | Copas nacionales | Copas internacionales | Copas internacionales | Otros | Otros | Total | Total | Total  |
| Club                                   | Div.                | Temporada           | Part. | Goles | Part.            | Goles            | Part.                 | Goles                 | Part. | Goles | Part. | Goles | Asist. |
| -------------------------------------- | ------------------- | ------------------- | ----- | ----- | ---------------- | ---------------- | --------------------- | --------------------- | ----- | ----- | ----- | ----- | ------ |
| Independiente del Valle · Ecuador      | 1.ª                 | 2011                | 10    | 2     | —                | —                | 1                     | 0                     | —     | —     | 11    | 2     | 1      |
| Independiente del Valle · Ecuador      | 1.ª                 | 2012                | 16    | 1     | —                | —                | 0                     | 0                     | —     | —     | 55    | 1     | 3      |
| Independiente del Valle · Ecuador      | 1.ª                 | 2013                | 36    | 19    | —                | —                | 3                     | 0                     | —     | —     | 39    | 19    | 5      |
| Independiente del Valle · Ecuador      | 1.ª                 | 2014                | 41    | 17    | —                | —                | 10                    | 4                     | —     | —     | 51    | 21    | 11     |
| Pachuca · México                       | 1.ª                 | 2014-15             | 12    | 1     | —                | —                | 2                     | 0                     | —     | —     | 14    | 1     | 1      |
| Pachuca · México                       | Total club          | Total club          | 12    | 1     | 0                | 0                | 2                     | 0                     | 0     | 0     | 14    | 1     | 1      |
| Independiente del Valle · Ecuador      | 1.ª                 | 2015                | 18    | 8     | —                | —                | 0                     | 0                     | —     | —     | 18    | 8     | 7      |
| Independiente del Valle · Ecuador      | 1.ª                 | 2016                | 34    | 9     | —                | —                | 16                    | 6                     | —     | —     | 50    | 15    | 18     |
| Fluminense · Brasil                    | 1.ª                 | 2017                | 15    | 2     | 9                | 3                | 5                     | 0                     | 13    | 1     | 42    | 6     | 2      |
| Fluminense · Brasil                    | 1.ª                 | 2018                | 29    | 1     | 4                | 1                | 10                    | 1                     | 11    | 1     | 54    | 4     | 3      |
| Fluminense · Brasil                    | Total club          | Total club          | 44    | 3     | 13               | 4                | 15                    | 1                     | 24    | 2     | 96    | 10    | 5      |
| Corinthians · Brasil                   | 1.ª                 | 2019                | 20    | 0     | 8                | 0                | 6                     | 1                     | 12    | 0     | 46    | 1     | 2      |
| Corinthians · Brasil                   | Total club          | Total club          | 20    | 0     | 8                | 0                | 6                     | 1                     | 12    | 0     | 46    | 1     | 2      |
| Liga Deportiva Universitaria · Ecuador | 1.ª                 | 2020                | 27    | 3     | 1                | 0                | 3                     | 1                     | —     | —     | 31    | 4     | 8      |
| Liga Deportiva Universitaria · Ecuador | Total club          | Total club          | 27    | 3     | 1                | 0                | 3                     | 1                     | 0     | 0     | 31    | 4     | 8      |
| Club Tijuana · México                  | 1.ª                 | 2020-21             | 16    | 0     | —                | —                | —                     | —                     | —     | —     | 16    | 0     | 1      |
| Club Tijuana · México                  | Total club          | Total club          | 16    | 0     | 0                | 0                | 0                     | 0                     | 0     | 0     | 16    | 0     | 1      |
| Independiente del Valle · Ecuador      | 1.ª                 | 2021                | 17    | 3     | —                | —                | 2                     | 0                     | —     | —     | 19    | 3     | 3      |
| Independiente del Valle · Ecuador      | 1.ª                 | 2022                | 28    | 7     | 8                | 2                | 13                    | 6                     | —     | —     | 49    | 15    | 10     |
| Independiente del Valle · Ecuador      | 1.ª                 | 2023                | 26    | 3     | 1                | 1                | 8                     | 2                     | —     | —     | 35    | 6     | 8      |
| Independiente del Valle · Ecuador      | 1.ª                 | 2024                | 17    | 3     | 5                | 1                | 3                     | 1                     | —     | —     | 25    | 5     | 8      |
| Independiente del Valle · Ecuador      | 1.ª                 | 2025                | 15    | 2     | 0                | 0                | 8                     | 0                     | —     | —     | 23    | 2     | 3      |
| Independiente del Valle · Ecuador      | Total club          | Total club          | 258   | 74    | 14               | 4                | 64                    | 19                    | 0     | 0     | 375   | 97    | 77     |
| Total en su carrera                    | Total en su carrera | Total en su carrera | 377   | 81    | 36               | 8                | 90                    | 22                    | 36    | 2     | 539   | 113   | 94     |
| 1. 2. 3.                               |                     |                     |       |       |                  |                  |                       |                       |       |       |       |       |        |

## Palmarés

### Campeonatos regionales
| Título              | Club        | País           | Año  |
| ------------------- | ----------- | -------------- | ---- |
| Taça Guanabara      | Fluminense  | Río de Janeiro | 2017 |
| Taça Rio            | Fluminense  | Río de Janeiro | 2018 |
| Campeonato Paulista | Corinthians | San Pablo      | 2019 |

### Campeonatos nacionales
| Título               | Club                         | País    | Año  |
| -------------------- | ---------------------------- | ------- | ---- |
| Supercopa de Ecuador | Liga Deportiva Universitaria | Ecuador | 2020 |
| Serie A de Ecuador   | Independiente del Valle      | Ecuador | 2021 |
| Copa Ecuador         | Independiente del Valle      | Ecuador | 2022 |
| Supercopa de Ecuador | Independiente del Valle      | Ecuador | 2023 |

### Campeonatos internacionales
| Torneo              | Equipo                  | Año  |
| ------------------- | ----------------------- | ---- |
| Copa Sudamericana   | Independiente del Valle | 2022 |
| Recopa Sudamericana | Independiente del Valle | 2023 |

### Distinciones individuales
| Distinción                                       | Año  |
| ------------------------------------------------ | ---- |
| Incluido en el 11 ideal de la Serie A de Ecuador | 2014 |
| Gol del mes en Fluminense                        | 2017 |
| Mejor gol de la Copa Sudamericana                | 2018 |
| Incluido en el 11 ideal de la Serie A de Ecuador | 2020 |
| 11 ideal de la Copa Sudamericana                 | 2022 |
| Incluido en el 11 ideal de la Serie A de Ecuador | 2022 |